# Jérôme Seydoux
Pour les autres membres de la famille, voir Famille Seydoux.
Jérôme Seydoux Fornier de Clausonne dit Jérôme Seydoux, né le 21 septembre 1934 à Paris, est un homme d'affaires et producteur de cinéma français. 
Il est le frère de Nicolas  et Michel Seydoux, le grand-père de Léa Seydoux, le père d'Henri Seydoux et le beau-père de Farida Khelfa.
En 1986, il participe à la création de la chaîne de télévision La Cinq qu’il préside avec Silvio Berlusconi. En 1991, il se lance dans le cinéma en achetant le groupe Pathé. Son frère Nicolas préside les cinémas Gaumont depuis 1975. En 2001, les deux frères fusionnent leurs sociétés au sein d’une nouvelle entité, Europalaces, dont Jérôme est l'unique actionnaire depuis 2017. 
Sa fortune est estimée en 2023 à 1,5 milliard d'euros.

## Biographie

### Origines et famille
Jérôme Seydoux Fornier de Clausonne naît le 21 septembre 1934 dans le 16e arrondissement de Paris. Il est le fils de René Seydoux et de Geneviève Schlumberger.
Il a deux frères, Nicolas Seydoux et Michel Seydoux.
Son père est géophysicien spécialiste des énergies fossiles, secrétaire général de l'École libre des sciences politiques et président de Schlumberger. 
Sa mère est la fille de Marcel Schlumberger et descendante de François Guizot. De par sa mère, il est héritier des Schlumberger, de la dynastie industrielle et banquière protestante,.

### Études supérieures
Jérôme Seydoux est diplômé de l'École nationale supérieure d'électrotechnique, d'électronique, d'informatique, d'hydraulique et des télécommunications de Toulouse (ENSEEIHT).

### Parcours professionnel
Il commence sa carrière en 1962 en tant qu'analyste financier chez Istel Lepercq and Co à New York. Il est un des fondateurs de la SFAF (Société française des analystes financiers), dont il est le président entre 1961 et 1965. Il est ensuite associé commanditaire en 1964, puis en nom collectif et gérant en 1966, membre du directoire entre 1969 et 1970, de la Banque de Neuflize, Schlumberger, Mallet. Administrateur de Schlumberger Ltd à partir de 1969, il prend le relais de son père René après sa mort (1973). Durant dix-huit semaines seulement, Jérôme Seydoux sera directeur général de Schlumberger puis il finit par se faire licencier.
En 1976, Jérôme Seydoux, avec le soutien de sa mère Geneviève, reprend le groupe textile Pricel puis, en 1980, le conglomérat Chargeurs ; il succède à Francis Fabre à la tête d'UTA de janvier 1981 à janvier 1990, date à laquelle la compagnie est reprise par Air France. Entre-temps, en 1973, il répond à la demande de Philippe Viannay de ne pas diviser les parts familiales dans le capital du Nouvel Observateur puis, en 1977, accepte de participer au capital du Matin de Paris au même niveau que Claude Perdriel. En 1986, aux côtés de Silvio Berlusconi, il préside le conseil d'administration de La Cinq, sa première expérience dans le monde de la télévision. Cet engagement dans les médias se confirme par son entrée dans le capital de Libération en mai 1993, puis par la prise de contrôle du titre par sa société Chargeurs, en janvier 1996. Entre 1998 et 1999, il est président du conseil d'administration de British Sky Broadcasting, puis de la chaîne Comédie ! en 2002 et président de l'Association pour la télévision numérique en 2001.
En 1990, il rachète à Giancarlo Parretti la société de cinéma Pathé pour 1 milliard de francs dont il devient le PDG jusqu'en 2000, puis président du conseil de surveillance entre 2000 et 2002. Depuis cette dernière date, il est coprésident de Pathé. L'année 2001 voit le rapprochement des activités d'exploitation de salles de cinéma au sein du groupe Europalaces.
Jérôme Seydoux occupe également une place au conseil d'administration de l'Olympique lyonnais et à celui d'Accor. Jusqu'en 2005, il est aussi présent au conseil d'administration de Danone, ainsi que membre et vice-président du conseil de surveillance de la Compagnie du Mont-Blanc.
Après avoir été exclu du film Rien à déclarer, le producteur Thomas Langmann attaque Jérôme Seydoux en justice pour ne pas avoir respecté le contrat de préférence signé entre le réalisateur Dany Boon et son père, Claude Berri. Jérôme Seydoux est condamné à lui verser 2 millions d'euros.
En 2015, Jérôme Seydoux et Eduardo Malone vendent leur participation de 27,7 % dans Chargeurs à la holding Columbus de Michaël Fribourg pour 50 millions d'euros,.
En 2017, il rachète à son frère les parts de Gaumont dans Les cinémas Gaumont Pathé, et devient propriétaire à 100 % de l'entreprise. Cette transaction est évaluée à 380 millions d'euros.
Le parquet national financier ouvre en 2021 une enquête à son encontre pour « fraude fiscale aggravée, blanchiment, et association de malfaiteurs », le soupçonnant d’être bénéficiaire de trusts non déclarés implantés au Canada.

## Vie privée
Marié à Hélène Zumbiehl, Jérôme Seydoux a quatre enfants avec celle-ci, Carlotta, Henri Seydoux (le père de Léa), Alexis et Ludovic, avant de divorcer. 
Il se remarie en 1988 avec la veuve de son ancien associé Christophe Riboud, Sophie Desserteaux-Bessis, quelques mois après le décès accidentel de celui-ci. Sophie Desserteaux-Bessis est petite-fille de Marc Desserteaux et fille adoptive de Marcel Bessis, et présidente de la fondation Jérôme Seydoux-Pathé.
Hélène Zumbiehl, sa première épouse, se suicide en 1989, quelques mois après son divorce. Elle laisse à ses enfants une lettre d’explications, avant de mettre le feu à sa voiture et s’y enfermer.
En 1991, Jérôme Seydoux a un dernier fils, Jules, avec sa nouvelle épouse Sophie-Desserteaux Bessis. Il décide d’adopter Pénélope, Thomas et Raphaëlla, les enfants que Sophie avait eus avec Christophe Riboud.

## Décoration
En 2009, Jérôme Seydoux a été nommé officier de l'ordre national de la Légion d'honneur.

## Acteur
- 1997 : Didier d'Alain Chabat : type dans l'aéroport à côté de Claude Berri
- 2011 : Rien à déclarer de Dany Boon : un client au restaurant
- 2012 : Un bonheur n'arrive jamais seul de James Huth : Professeur Deloèle

## Producteur
- 2008 : Bienvenue chez les Ch'tis de Dany Boon
- 2008 : Astérix aux Jeux olympiques de Thomas Langmann et Frédéric Forestier
- 2011 : Rien à déclarer de Dany Boon
- 2011 : Monsieur Papa de Kad Mérad
- 2011 : Mon pire cauchemar d'Anne Fontaine
- 2011 : Le Prénom d'Alexandre de La Patellière et Matthieu Delaporte
- 2011 : La Fille du puisatier de Daniel Auteuil
- 2012 : Quai d'Orsay de Bertrand Tavernier
- 2012 : Marius de Daniel Auteuil
- 2012 : LOL USA de Lisa Azuelos
- 2012 : Fanny de Daniel Auteuil
- 2012 : Bowling de Marie-Castille Mention-Schaar
- 2012 : Au bonheur des ogres de Nicolas Bary
- 2013 : Zulu de Jérôme Salle
- 2013 : La grande bellezza de Paolo Sorrentino
- 2014 : Supercondriaque de Dany Boon
- 2014 : La Voie de l'ennemi de Rachid Bouchareb
- 2015 : Pourquoi j'ai pas mangé mon père de Jamel Debbouze
- 2015 : Youth de Paolo Sorrentino
- 2016 : Snowden[13] d'Oliver Stone
- 2016 : Raid dingue de Dany Boon
- 2016 : Dalida de Lisa Azuelos
- 2016 : Camping 3 de Fabien Onteniente
- 2019 : Le Chant du Loup d'Antonin Baudry
- 2019 : Mon bébé de Lisa Azuelos
- 2021 : Un tour chez ma fille d'Eric Lavaine
- 2021 : Eiffel de Martin Bourboulon
- 2021 : Benedetta de Paul Verhoeven
- 2022 : Notre-Dame brûle de Jean-Jacques Annaud
- 2022 : Mascarade de Nicolas Bedos
- 2023 : Astérix et Obélix : L'Empire du Milieu de Guillaume Canet
- 2023 : Les Trois Mousquetaires : D'Artagnan de Martin Bourboulon
- 2023 : La Vie pour de vrai de Dany Boon
- 2023 : Les Trois Mousquetaires : Milady de Martin Bourboulon
- 2024 : Le Comte de Monte-Cristo d'Alexandre de La Patellière et Matthieu Delaporte
- 2026 : Le Marsupilami de Philippe Lacheau

## Source
- Who's Who in France[14]

## Publication
- 2008 : L'Important c'est de gagner, entretien avec Ghislaine Ottenheimer, éditions du Panorama